# Asthenargus placidus
Asthenargus placidus là một loài nhện trong họ Linyphiidae.
Loài này thuộc chi Asthenargus. Asthenargus placidus được Eugène Simon miêu tả năm 1884.